# Methode von Chester-Friedman-Ursell
Die Methode von Chester-Friedman-Ursell ist eine Methode aus der asymptotischen Analysis um asymptotische Entwicklungen für Kontur-Integrale zu finden. Sie wurde als Erweiterung der klassischen Methode des steilsten Anstieges für den Fall entwickelt, wenn sich die Sattelpunkte verbinden (englisch coalescing saddle points). Das Verfahren wurde 1957 von Clive R. Chester, Bernard Friedman und Fritz Ursell veröffentlicht. Die in der Methode eingeführte kubische Transformation ist heute eine Standardtechnik der asymptotischen Analysis.

## Methode

### Ausgangslage
Im Kern geht es um Integrale der Form
{\displaystyle I(\alpha ,N):=\int _{C}e^{-Nf(\alpha ,t)}g(\alpha ,t)dt}
mit Kontur {\displaystyle C}, einer stetigen Kurve in der komplexen {\displaystyle t}-Ebene, wobei
- {\displaystyle f,g} analytische Funktionen in der komplexen Variable {\displaystyle t} und stetige Funktionen in {\displaystyle \alpha } sind. Alternativ kann {\displaystyle g} auch nur von {\displaystyle t} abhängen.
- {\displaystyle N} sehr groß ist.

Angenommen, man hat zwei Sattelpunkte {\displaystyle t_{+},t_{-}} mit Multiplizität {\displaystyle 1}, d. h. es sind Nullstellen von {\displaystyle f_{t}(\alpha ,t)}, und wendet die Methode des steilsten Anstieges an, so hängen diese von dem Parameter {\displaystyle \alpha } ab. Falls nun ein {\displaystyle \alpha _{0}} existiert, so dass die beiden Sattelpunkte übereinstimmen, d. h. der neue Sattelpunkt {\displaystyle t_{0}} hat Multiplizität {\displaystyle 2}, so erhält man mit der Methode des steilsten Anstieges asymptotische Entwicklungen, die nicht mehr für alle {\displaystyle \alpha } in der Region um {\displaystyle \alpha _{0}} uniform übereinstimmen. Die Methode von Chester-Friedman-Ursell behebt dieses Problem.

### Vorgehen
Nehmen wir an, es gibt zwei einfache Sattelpunkte {\displaystyle t_{-}:=t_{-}(\alpha ),t_{+}:=t_{+}(\alpha )} von {\displaystyle f}, d. h. es gilt {\displaystyle f_{t}(\alpha ,t_{-})=f_{t}(\alpha ,t_{+})=0}, die im Punkt {\displaystyle t_{0}:=t_{0}(\alpha _{0})} verschmelzen.
Wir starten mit der kubischen Transformation {\displaystyle t\mapsto w} von {\displaystyle f(\alpha ,t)}, dies bedeutet wir führen eine komplexe Variable {\displaystyle w} ein und schreiben {\displaystyle f(\alpha ,t)} als folgendes Polynom
{\displaystyle f(\alpha ,t)={\tfrac {1}{3}}w^{3}-\eta (\alpha )w+A(\alpha ),}
wobei wir {\displaystyle \eta :=\eta (\alpha )} und {\displaystyle A:=A(\alpha )} herleiten werden.
Es gilt
{\displaystyle {\frac {dt}{dw}}={\frac {w^{2}-\eta }{f_{t}(\alpha ,t)}},}
damit die kubische Transformation analytisch und injektiv sein wird, dürfen {\displaystyle dt/dw} und {\displaystyle dw/dt} nicht {\displaystyle 0} oder {\displaystyle \infty } sein.
Somit müssen {\displaystyle t=t_{-}} und {\displaystyle t=t_{+}} mit den Nullstellen von {\displaystyle w^{2}-\eta } übereinstimmen, d. h. mit {\displaystyle w_{+}:=\eta ^{1/2}} und {\displaystyle w_{-}:=-\eta ^{1/2}}. Dies führt zu folgendem Gleichungssystem
{\displaystyle {\begin{cases}f(\alpha ,t_{-})=-{\frac {2}{3}}\eta ^{3/2}+A,\\f(\alpha ,t_{+})={\frac {2}{3}}\eta ^{3/2}+A,\end{cases}}}
um die Koeffizienten {\displaystyle \eta } und {\displaystyle A} zu bestimmen. Ein Satz von Chester-Friedman-Ursell garantiert nun die Analytizität und Injektivität der kubischen Transformation in einer lokalen Umgebung um den kritischen Punkt {\displaystyle (\alpha _{0},t_{0})}.
Das Integral sieht nach der Transformation wie folgt aus
{\displaystyle I(\alpha ,N)=e^{-NA}\int _{L}\exp \left(-N\left({\tfrac {1}{3}}w^{3}-\eta w\right)\right)h(\alpha ,w)dw,}
wobei {\displaystyle L} die neue Kontur für {\displaystyle w} ist und
{\displaystyle h(\alpha ,w):=g(\alpha ,t){\frac {dt}{dw}}=g(\alpha ,t){\frac {w^{2}-\eta }{f_{t}(\alpha ,t)}}.}
Die Funktion {\displaystyle h(\alpha ,w)} ist eine analytische Funktion an den Stellen {\displaystyle w_{+}(\alpha ),w_{-}(\alpha )} für {\displaystyle \alpha \neq \alpha _{0}} und am verschmelzenden Punkt {\displaystyle w_{0}} für {\displaystyle \alpha _{0}}, somit können wir das Integral in die Form
{\displaystyle I(\alpha ,N)=e^{-NA}\int _{L}\exp \left(-N\left({\tfrac {1}{3}}w^{3}-\eta w\right)\right)\left(\sum \limits _{m}c_{m}(\alpha )^{m}\right)dw}
bringen.
Hier endet die Methode von Chester-Friedman-Ursell.
Der Ausdruck der Exponentialfunktion ist die Integraldarstellung der Airy-Funktion {\displaystyle \operatorname {Ai} (\eta )}. Nun kann man mit Partielle-Integrations-Methoden wie zum Beispiel der Bleistein-Methode das Integral in eine Summe von {\displaystyle \operatorname {Ai} (\eta )} und {\displaystyle \operatorname {Ai} '(\eta )} verwandeln.

### Zusätzliches
Falls man die Bleistein-Methode nicht benützt, so sollte man gemäß Chester-Friedman-Ursell {\displaystyle h(\alpha ,w)} nicht als eine einzige Potenzreihe schreiben, sondern in folgende Form
{\displaystyle h(\alpha ,w)=\sum \limits _{m}q_{m}(\alpha )(w^{2}-\eta )^{m}+\sum \limits _{m}p_{m}(\alpha )w(w^{2}-\eta )^{m}}
bringen, damit man auch wirklich asymptotische Entwicklungen erhält.

### Satz von Chester-Friedman-Ursell
Seien {\displaystyle t_{+}:=t_{+}(\alpha ),t_{-}:=t_{-}(\alpha )} und {\displaystyle t_{0}:=t_{0}(\alpha _{0})} wie oben. Die kubische Transformation
{\displaystyle f(t,\alpha )={\tfrac {1}{3}}w^{3}-\eta (\alpha )w+A(\alpha )}
mit den oben hergeleiteten Werten für {\displaystyle \eta (\alpha )} und {\displaystyle A(\alpha )}, so dass {\displaystyle t=t_{\pm }} mit {\displaystyle u=\pm \eta ^{1/2}} übereinstimmt, besitzt genau eine Verzweigung {\displaystyle w=w(\alpha ,t)}, so dass für alle {\displaystyle \alpha } in einer Umgebung von {\displaystyle \alpha _{0}} die Transformation analytisch und injektiv ist.

## Weitere Methoden
Für den Fall, wenn die Sattelpunkte sich in der Nähe einer Polstelle oder Singularität von {\displaystyle g(t)} verbinden, existieren andere Methoden.